# Albert Jantzen
Albert Thorvald Jantzen (født 23. maj 1840 i København, død 7. januar 1917 på Frederiksberg) var en dansk præst.
Jantzen blev student 1858 og teologisk kandidat 1864. Efter at have været huslærer et år på Knuthenborg var han 1865-73 lærer for prins Valdemar, ligesom han også i flere fag underviste prinsesse Thyra. 1873 blev han kapellan pro loco og var 1876—1913 sognepræst i Gentofte.
I dette store og folkerige sogn, inden for hvis grænser der fandtes et af hovedsæderne for den romerske propaganda i Danmark, er der i hans embedstid blevet opført en kirke i Ordrup, oprettet børneasyler i Skovshoved og Vangede og bygget et kirkeligt forsamlingshus i Gentofte.
Ved siden af sit arbejde i menigheden har Jantzen, der var en meget belæst og flittig mand, leveret forskellige anmeldelser og mindre afhandlinger i historiske, teologiske og kirkelige tidsskrifter. Den danske oversættelse af Pascals Provinsialbreve (1876) har han forsynet med indledning og anmærkninger.
Ved mangeårige studier erhvervede han sig indgående kendskab til det 18. århundredes personalhistorie i Danmark, men var ingen flittig forfatter; han skrev bland andet en bog om sin slægt (1911) og en lang række artikler i Dansk biografisk Leksikon. 22. oktober 1885 forrettede han prins Valdemars og prinsesse Maries vielse på slottet Eu i Frankrig.
Jantzen blev Ridder af Dannebrogordenen 1873, Dannebrogsmand 1883 og Kommandør af 2. grad 1911. Han er begravet på Gentofte Kirkegård.